# Birger Braadland

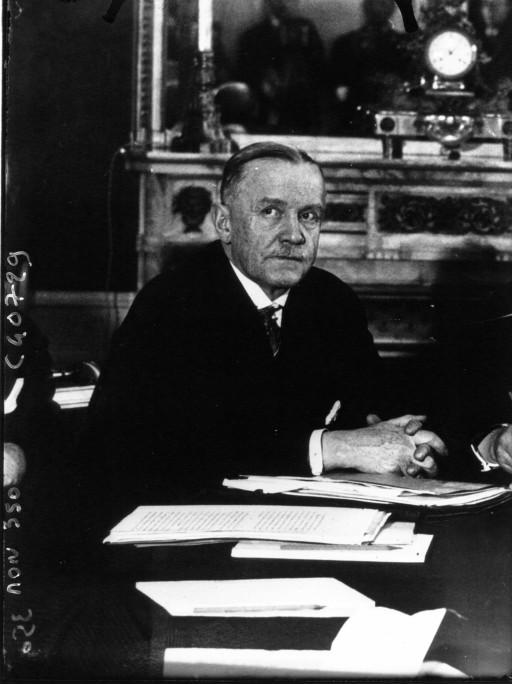
Birger Braadland (1932)

Birger Braadland (* 26. Januar 1879 in Idd, Halden, Østfold; † 15. Januar 1966 ebenda) war ein norwegischer Politiker der Bondepartiet und unter anderem zwei Jahre Außenminister. Daneben war er vom 1. Februar bis zum 29. Februar sowie vom 10. März bis zum 12. März 1932 amtierender Ministerpräsident Norwegens während der schweren Erkrankung von Ministerpräsident Peder Kolstad.

## Leben
Braadland war zwischen 1925 und 1950 Vorsitzender der Forstwirtschaftlichen Gesellschaft in Østfold sowie zeitweise Mitglied des Vorstandes und des Aufsichtsrates der Norwegischen Forstwirtschaftlichen Gesellschaft (Det norske skogselskap).
Am 12. Mai 1931 wurde er von Ministerpräsident Peder Kolstad zum Außenminister in dessen Regierung berufen. Nachdem Kolstad am 1. Februar 1932 schwer erkrankte, wurde Braadland amtierender Ministerpräsident und behielt dieses Amt mit einer kurzen Unterbrechung nach dem Tod von Ministerpräsident Kolstad am 5. März 1932 bis zum 12. März 1932. Während dieser Zeit wurde sein Amt als Außenminister kommissarisch von Nils Trædal wahrgenommen. Nach dem Amtsantritt von Kolstads Nachfolger Jens Hundseid als Ministerpräsident am 14. März 1932, wurde er auch in dessen Kabinett Außenminister und behielt dieses Amt bis zum Ende von Hundseids Amtszeit am 3. März 1933. Während dieser Zeit war er zwischen 1931 und 1934 auch Delegierter Norwegens beim Völkerbund.
Nach seinem Ausscheiden aus der Regierung wurde er 1934 als Vertreter der Bauernpartei (Bondepartiet) Abgeordneter im Storting und gehörte diesem bis 1936 an. Danach wurde er 1936 Vorsitzender des Aufsichtsrates der norwegischen Zentralbank, der Norges Bank, und behielt diese Funktion bis 1953. Außerdem war er von 1936 bis 1957 Mitglied des Hvalrådet, einem Gremium zur Kontrolle und Quotierung des Walfangs in Norwegen.
Des Weiteren war er zwischen 1937 und 1945 stellvertretendes Mitglied im Storting sowie von 1937 bis 1948 Mitglied im fünfköpfigen Norwegischen Nobelkomitee.
Braadlands Sohn war der Diplomat Erik Braadland, der von 1961 bis 1969 ebenfalls Abgeordneter des Storting war.